# Championnat d'Islande de football 1919
Navigation
Saison précédente Saison suivante
La saison 1919 du Championnat d'Islande de football était la 8e édition de la première division islandaise.
4 clubs participent au championnat. C'est le club de KR Reykjavik qui remporte le championnat, c'est son 2e titre de champion d'Islande.

## Les 4 clubs participants
- KR Reykjavik
- Fram Reykjavik
- Valur Reykjavík
- Vikingur Reykjavik

## Compétition

### Classement
Le barème de points servant à établir le classement se décompose ainsi :
- Victoire : 2 points
- Match nul : 1 point
- Défaite : 0 point

| Rang | Équipe             | Pts | J | G | N | P | Bp | Bc | Diff |
| ---- | ------------------ | --- | - | - | - | - | -- | -- | ---- |
| 1    | KR Reykjavik       | 5   | 3 | 2 | 1 | 0 | 6  | 2  | +4   |
| 2    | Fram Reykjavík T   | 4   | 3 | 2 | 0 | 1 | 13 | 4  | +9   |
| 3    | Vikingur Reykjavik | 3   | 3 | 1 | 1 | 1 | 4  | 2  | +2   |
| 4    | Valur Reykjavik    | 0   | 3 | 0 | 0 | 3 | 0  | 15 | -15  |

|  | Champion d'Islande 1919 |

### Matchs
Tous les matchs ont eu lieu au stade de Melavöllur à Reykjavik.
| Résultats (▼dom., ►ext.)                                   | Fra | Vik | Val | KR  |
| Fram Reykjavik                                             |     | 2-1 | 9-0 | 2-3 |
| Vikingur Reykjavik                                         |     |     | 3-0 | 0-0 |
| Valur Reykjavík                                            |     |     |     | 0 3 |
| KR Reykjavik                                               |     |     |     |     |
| - Victoire à domicile - Match nul - Victoire à l'extérieur |     |     |     |     |

- Le club de Valur Reykjavik ne s'est pas présenté lors du match face à Vikingur Reykjavik. Le match est donc donné gagnant pour Vikingur sur le score de 3 à 0.

## Bilan de la saison
| Tableau d'Honneur                 |              |
| Compétition                       | Vainqueur    |
| Championnat d'Islande de football | KR Reykjavik |